# Светлините на стадиона
 Тази статия е за филма на Питър Бърг.  За телевизионния сериал вижте Светлините на стадиона (сериал).  
„Светлините на стадиона“ (на английски: Friday Night Lights) е щатска спортна драма от 2004 г. на режисьора Питър Бърг, който е съсценарист на Дейвид Арън Коен. Във филма участват Били Боб Торнтън, Дерек Люк, Джей Ернандес, Лукас Блек, Гарет Хедлънд и Тим Макгро.